# 대한민국 민법 제1046조
대한민국 민법 제1046조는 분리명령과 채권자등에 대한 공고, 최고에 대한 대한민국 민법 조문이다.

## 조문
제1046조 (분리명령과 채권자등에 대한 공고, 최고)①법원이 전조의 청구에 의하여 재산의 분리를 명한 때에는 그 청구자는 5일내에 일반상속채권자와 유증받은 자에 대하여 재산분리의 명령있은 사실과 일정한 기간내에 그 채권 또는 수증을 신고할 것을 공고하여야 한다. 그 기간은 2월이상이어야 한다.
②제88조제2항, 제3항과 제89조의 규정은 전항의 경우에 준용한다.

## 판례
- 법원이 민법 제1046조에 의하여 상속재산과 상속인의 고유재산의 분리를 명한 경우 상속채권자와 유증받은 자는 상속재산으로써 전액의 변제를 받을 수 없는 경우에 한하여 상속인의 고유재산으로부터 그 변제를 받을 수 있는데(민법 제1052조), 여기서 ‘상속재산’에는 상속채무가 포함되지 아니한다.[1]